# Artiemij Łakiza
Artiemij Wiktorowicz Łakiza, ros. Артемий Викторович Лакиза (ur. 2 lipca 1987 w Barnaule, ZSRR) – kazachski hokeista pochodzenia rosyjskiego, reprezentant Kazachstanu, trener i działacz.

## Kariera zawodnicza
- Amur 2 Chabarowsk (2003-2004)
- Golden Amur (2004-2005)
- Motor Barnauł (2005-2006)
- Kazakmys Sätbajew (2006-2007)
- Barys Astana (2007-2010, 2011-2012, 2013-2017)
- Barys 2 Astana (2009, 2011, 2012-2013)
- Nomad Astana (2014-2019)
- HK Ałmaty (2019-2020)
- Arłan Kokczetaw (2020-2021)

Pochodzi z Rosji i jest wychowankiem klubu Motor Barnauł w rodzinnym mieście. Od 2006 występuje w klubach kazachskich. Od 2007 w klubie Barys Astana, w barwach którego gra w seniorskiej ekipie w ramach rozgrywek KHL. W maju 2010 i maju 2013 przedłużał kontrakt. Do 2019 grał w Nomadzie Stana, skąd przeszedł do HK Ałmaty. W 2020 był graczem Saryarki. Od 2020 do sierpnia 2021 był graczem Arłana Kokczetaw.
W 2011 został reprezentantem Kazachstanu. Uczestniczył w turniejach mistrzostw świata w 2007, 2008, 2009, 2011, 2014, 2015, 2016, 2017, 2018, zimowych igrzysk azjatyckich 2017.

## Kariera działacza
Podjął pracę w klubie Dinamo-Ałtaj Barnauł z rodzinnego miasta, gdzie w połowie 2022 wszedł do sztabu jako szkoleniowiec obrońców, w styczniu 2023 mianowany głównym trenerem, a w czerwcu 2023 został menedżerem generalnym.

## Sukcesy
Reprezentacyjne
- Awans do MŚ Elity Juniorów do lat 20: 2007
- Awans do MŚ Elity: 2009, 2011, 2015
- Złoty medal zimowych igrzysk azjatyckich: 2017.

Klubowe
- Srebrny medal mistrzostw Kazachstanu: 2007 z Kazakmysem Sätbajew, 2011 z Barysem 2 Astana, 2018, 2019 z Nomadem Astana, 2021 z Arłanem Kokczetaw
- Złoty medal mistrzostw Kazachstanu: 2009 z Barysem Astana, 2017 z Nomadem Astana
- Drugie miejsce w Pucharze Kontynentalnym: 2018 z Nomadem Astana

Indywidualne
- Mistrzostwa Świata Juniorów w Hokeju na Lodzie 2007/Dywizja I#Grupa B:
  - Najlepszy obrońca turnieju[10]
- Kazachska Wysszaja Liga w hokeju na lodzie (2016/2017):
  - Najlepszy obrońca sezonu[11]
- Kazachska Wysszaja Liga w hokeju na lodzie (2018/2019):
  - Drugie miejsce w klasyfikacji asystentów w całym sezonie: 40 asyst[12]
  - Piąte miejsce w klasyfikacji kanadyjskiej w całym sezonie: 45 punktów[13]
  - Najlepszy obrońca sezonu[14]
- Kazachska Wysszaja Liga w hokeju na lodzie (2020/2021):
  - Piąte miejsce w klasyfikacji asystentów w całym sezonie: 8 asyst[15]
  - Czwarte miejsce w klasyfikacji kanadyjskiej w fazie play-off: 11 punktów[16]